# L'Abadia (Reus)
L'Abadia és un edifici del municipi de Reus (Baix Camp) catalogat com a bé cultural d'interès local.

## Descripció
És un edifici de planta quadrada, tres crugies i murs de càrrega, situat al carrer de l'Abadia, al que dona nom. Disposa de tres plantes i d'una escala de triple tram, centrada. En la dovella de la porta central figura la data de 1747 sota d'un escut amb mitra. La galeria posterior està formada per arcs de mig punt sobre columnes cilíndriques de la darrera fase de la reforma. Les obertures de la façana estan ordenades i centrades. La coberta és de teula àrab amb doble vessant.

## Història
Se l'anomena així referint-se sempre a la casa del prior. Construït amb seguretat al mateix temps que l'actual església prioral (segle xvi), es va refer el 1619. L'edifici ha estat modificat diverses vegades, i el seu estat actual és molt pròxim al que deuria presentar a finals del segle xviii. Aquest edifici és interessant perquè és un dels pocs elements de valor que han escapat al procés de renovació urbana dels segles XVIII-XIX, segurament per l'especialitat del seu ús restrictiu. L'ús actual ha continuat sent el de despatx del prior, i vinculat des de sempre a la prioral de Sant Pere. En un temps també era l'habitatge del prior i dels vicaris.